# Епеншлаг
Епеншлаг (њем. Eppenschlag) општина је у њемачкој савезној држави Баварска. Једно је од 25 општинских средишта округа Фрејунг-Графенау. Према процјени из 2010. у општини је живјело 976 становника. Посједује регионалну шифру (AGS) 9272116.

## Географски и демографски подаци
Епеншлаг се налази у савезној држави Баварска у округу Фрејунг-Графенау. Општина се налази на надморској висини од 608 метара. Површина општине износи 17,0 km². У самом мјесту је, према процјени из 2010. године, живјело 976 становника. Просјечна густина становништва износи 57 становника/km².